# Bürglen (Turgóvia)
Bürglen é uma comuna da Suíça, no Cantão Turgóvia, com cerca de 3.146 habitantes. Estende-se por uma área de 11,7 km², de densidade populacional de 269 hab/km². Confina com as seguintes comunas: Berg, Birwinken, Bussnang, Kradolf-Schönenberg, Schönholzerswilen, Sulgen, Weinfelden.
A língua oficial nesta comuna é o Alemão.